# Forelius instabilis
Forelius instabilis é uma espécie de formiga do gênero Forelius.